# Mölndal
Mölndal es una ciudad de Suecia, situada justo al sureste de Gotemburgo. La población es 69 364 personas.

## Geografía
Mölndal se encuentra en la línea ferroviaria principal occidental entre Gotemburgo y Malmö y las autopistas europeas E6/E20 atraviesan la zona de norte a sur. Mölndal está servido por el sistema de tranvías de Gotemburgo. 

## Historia

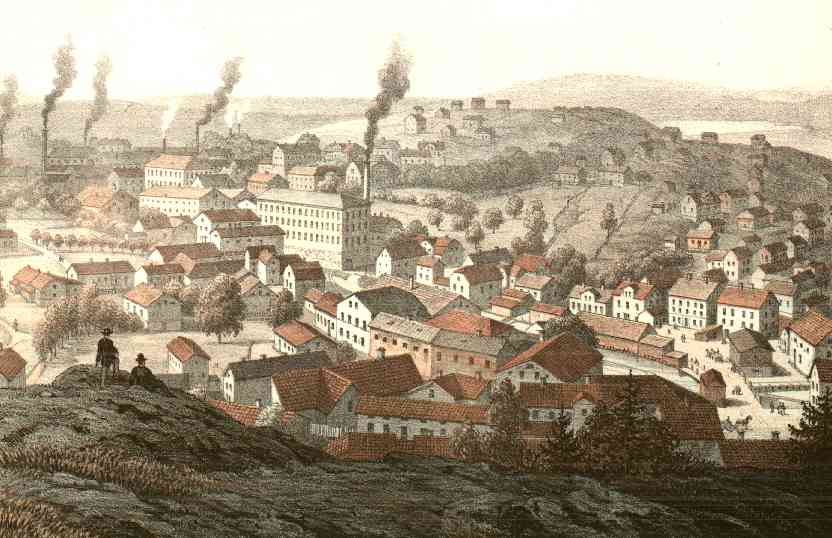
Mölndal en1870

El nombre de la ciudad deriva de dos palabras: Möln, que es una forma corta de Möllor, una antigua palabra para molinos, y la palabra dal, que es la palabra sueca para valle. Mölndal es el "Valle de los molinos". Las estrechas pero altas y largas cascadas de Kvarnbyn dieron la fuerza necesaria a los molinos de agua.

## Industria

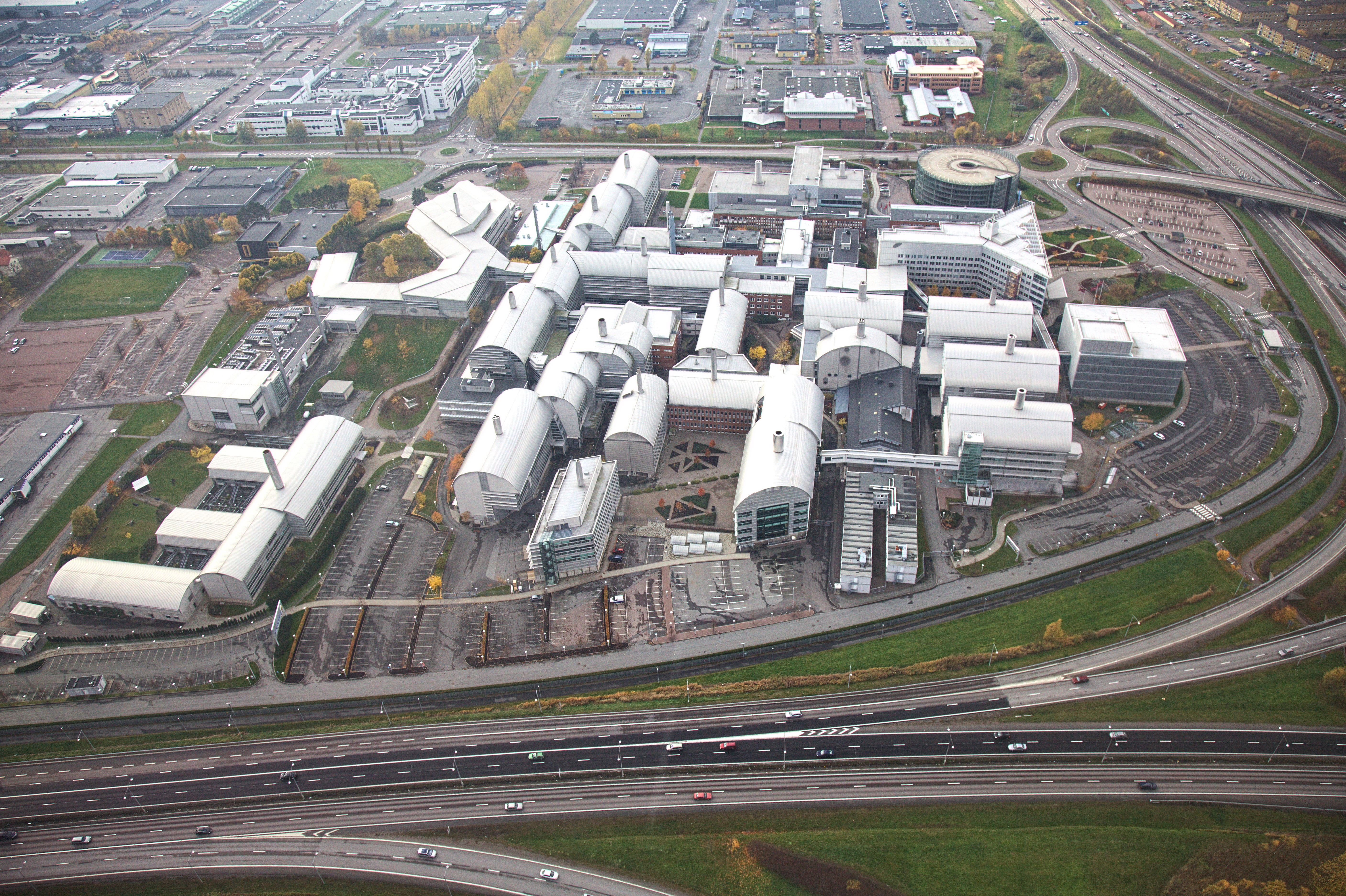
El centro de investigación global de AstraZeneca en Mölndal

Mölndal es conocido por su alta concentración de empresas en ciencias de la vida. AstraZeneca tiene aquí uno de sus centros de investigación global con más de 3100 empleados. Varias otras empresas en áreas de investigación como la farmacéutica, la biomedicina y la biotecnología también se encuentran aquí. La proximidad a la Universidad de Gotemburgo y a la Universidad Tecnológica de Chalmers - con sus parques tecnológicos - ha apoyado el desarrollo de otros sectores, como la tecnología de microondas y la tecnología de la información. Dos institutos nacionales de investigación, IFP SICOMP AB y IVF Industrial Research and Development Corporation, también están ubicados en Mölndal.